# Escherichia coli O121
Escherichia coli O121 es un serotipo de Escherichia coli, una especie de bacteria que vive en los intestinos intestines de los mamíferos. La presencia de algunos serotipos de E. coli en animales es beneficioso y no causa enfermedad. Sin embargo la E. coli O121 ha sido reconocida como un potencial patógeno serotipo de bacteria. A diferencia de la Escherichia coli O157:H7, otro serotipo patógeno de E. coli, se conoce poco acerca de las manifestaciones epidemiológicas del O121.
La Escherichia coli O121 es conocida como el "non-O157 Shiga toxin-de producción E. coli" ó "non-O157 STEC".